# Figli delle stelle (album)
Figli delle stelle è il quinto album di Alan Sorrenti, pubblicato nel 1977 dalla EMI italiana. È risultato l'ottavo album più venduto in Italia nel 1978.

## Descrizione
L'album è arrangiato dal chitarrista statunitense Jay Graydon, che Alan Sorrenti conobbe durante il suo soggiorno in California. Si tratta dell'album di maggior successo dell'artista italiano, con oltre un milione di copie vendute solo in Italia, e segna una svolta nella sua carriera musicale che, dal progressive rock che aveva caratterizzato i precedenti lavori, si avvicina alla musica disco.

## Tracce
Testi e musiche di Alan Sorrenti, eccetto dove indicato.
Lato A
1. Figli delle stelle – 4:22
2. Donna Luna – 3:14
3. Passione – 4:43 (testo: Ernesto Tagliaferri – musica: Nicola Valente)
4. Notte di stelle – 0:45
5. E tu mi porti via – 3:37

Lato B
1. Un incontro in ascensore – 3:25
2. Casablanca – 4:50
3. C'è sempre musica nell'aria – 3:21
4. Tu sei un'aquila e vai – 7:06 (testo: Franca Evangelisti)

## Formazione
- Alan Sorrenti – voce, cori
- Jay Graydon – chitarra elettrica, chitarra acustica, chitarra ritmica
- Ed Greene – batteria
- David Foster – tastiera, pianoforte, sintetizzatore, Fender Rhodes, clavinet
- David Hungate – basso
- Antonio Carlos Sylva – percussioni
- Nicola Di Staso – chitarra elettrica
- Steve Forman – percussioni
- Walter Martino – batteria
- Dino Kappa – basso
- Quitman Denis – sax
- Wanda Radicchi, Lella Esposito, Naimy Hackett – cori